# レオミトレス
レオミトレス（希：Ρεομίθρης、ラテン文字転記：Rheomithres、? - 紀元前333年）は、アケメネス朝ペルシアの将軍である。
紀元前334年にマケドニア王アレクサンドロス3世が小アジアに侵攻してきた時、レオミトレスは小アジアの他の将軍ならびに太守たちと共にグラニコス川の戦いでそれを迎え撃った。しかしペルシア軍は敗北し、多くの指揮官が戦死する中レオミトレスは命からがら逃げ延びた。その後彼はイッソスの戦い（紀元前333年）に参加し、戦死した。
またこの戦いではグラニコス川で共に戦ったペルシアの指揮官であったアルサメスが戦死している。また、レオミトレスにはプラサオルテスという子がおり、紀元前330年のペルシア門の戦いの後、プラサオルテスはアレクサンドロスによってペルシス太守に任じられた。

## 註
1. ↑  ディオドロス, XVII. 19
2. ↑  アッリアノス, I. 12
3. ↑  ibid, II. 11
4. ↑  クルティウス, III. 11. 12
5. ↑  ディオドロス, XVII. 34
6. ↑  アッリアノス, III. 18